# Neoserica sericata
Neoserica sericata är en skalbaggsart som beskrevs av Brenske 1898. Neoserica sericata ingår i släktet Neoserica och familjen Melolonthidae. Inga underarter finns listade i Catalogue of Life.